# Ode aan Amadeus
Ode Aan Amadeus è il quarto album della flautista Berdien Stenberg

## Tracce
1. Intrada Uit Die Zauberflöte,KV 620 – 4:32
2. Ode Aan Amadeus – 3:16
3. Adagio En Rondeau Uit Fluitkwartet In D,KV 285 – 7:18
4. Andante Voor Fluit En Orkest In C,KV 315 – 6:20
5. Vioolconcert In G,KV 216 – 24:53